# 高嶋めいみ
高嶋 めいみ（たかしま めいみ - ）は日本のAV女優、アイドル。東京都在住。総額約700万円で顔面を整形した整形アイドルとして著名となる。別名義に明治。水野めいみ。

## 略歴
幼少期から勉強漬けで高校は進学校だった。この時までは外見を気にすることはなかったが、大学生になってメイド喫茶で勤務するようになり、容姿だけでひいきされ、また人気が出る現実に心を痛め、メイクやアイプチなどでカバーしたが劣等感だけが募り、美容整形を決意。大学4年時に腫れぼったい一重を治すため12万円で二重の埋没をした。友人も行っていたためハードルは低かったという。
就職後は休日に趣味でコスプレをしていたが、「これはもう、ガッツリ整形したほうがいいかもしれない」と思い、目尻切開、涙袋形成、鼻尖形成、人中短縮、上下の顎の骨を切って顎の位置を変える両顎手術など総額700万円で顔のほぼすべてを美容整形した。費用はすべて自分でまかない、ガールズバー勤務などの副業も行った。後述の著書などでは手術前後での高級ソープランド勤務も明かしている。一度に大手術を行ったため、ダウンタイムに1年の歳月を要した。その後も歯列矯正などを行っている。
2018年には4人組アイドルグループ「AXE」をプロデュースし、自らもメンバーを務める。またガールズバーの経営も行っている。同年6月には「整形したとこまとめました」で始まるツイートが4万7000リツイート、13万以上の「いいね」がつき話題になり、マスコミ出演やグラビアアイドルとしての進出を増やす。
2019年11月には光文社『FLASH』紙面でヌード姿を披露。12月10日には、同じく光文社『FLASH』で高嶋めいみ名義でのアダルトビデオ出演を公表した。
2020年10月、主婦の友社から自伝的エッセイを出版。
2023年7月12日、バンビプロモーションに所属し、水野めいみに改名したこと、女優業の再開を発表。

## 人物
自分が一番頑張ったことに美容整形手術を挙げ、「人生で一番頑張ったことが整形だから、隠したくない」と当初より公表。「後ろ向きな生活を送るなら、整形したほうがいい」、「心の治療の一つ」と述べている。だが「整形することに抵抗や葛藤があるなら、やめておいた方がいい」と、ダウンタイムや依存症などリスクやアフターケアの大切さも訴えている。
芸名「明治」は明治大学に落ちたことが由来。
性に関しては好きな職業というよりも、「得意分野」と述べている。

## 出演

### テレビ
- 明日は我がミーティング（2018年10月2日、TBS）
- じっくり聞いタロウ～スター近況(秘)報告～（2020年3月19日、テレビ東京）[11]

### ウェブテレビ
- 給与明細（2018年6月3日、AbemaTV）

## 出演作品

### アダルトビデオ

#### FALENO star専属時代
| 配信日                                      | 発売日        | タイトル                                                                   | DVD品番   | 備考 |
| ------------------------------------------- | ------------- | -------------------------------------------------------------------------- | --------- | ---- |
| 2019年12月30日                              | 2020年1月23日 | 新人 超敏感 コスプレアイドル AV DEBUT                                      | FSDSS-010 |      |
| 2020年1月14日                               | 2020年2月6日  | 高嶋めいみ完全セルフプロデュース推しコス連続絶頂SEX                        | FSDSS-013 |      |
| 2020年2月11日                               | 2020年3月26日 | びしょ濡れ汗だく3本番                                                      | FSDSS-018 |      |
| 2020年3月10日                               | 2020年4月23日 | 連続射精させてくれるおもてなし風俗キャッスル                               | FSDSS-028 |      |
| 2020年4月14日 (vol.1) 2020年4月28日 (vol.2) | 2020年5月21日 | 自宅に押しかけ童貞クン Hunting!                                            | FSDSS-038 |      |
| 2020年5月12日 (vol.1) 2020年5月26日 (vol.2) | 2020年6月25日 | ザーメンをドゥルドゥル発射させる高速早ヌキご奉仕痴女                       | FSDSS-051 |      |
| 2020年6月9日 (vol.1) 2020年6月23日 (vol.2)  | 2020年7月9日  | ニャンニャン本気で甘えてくるぶりっ子テクに射精我慢出来たらご褒美セックチュ | FSDSS-063 |      |
| 2020年7月22日 (vol.1) 2020年7月29日 (vol.2) | 2020年8月27日 | 洗脳エステ催眠調教でイキ人形にした女とヤル日常                             | FSDSS-082 |      |

#### 他メーカー
| 発売日   | タイトル                                                                     | 規格   | 品番    | メーカー | 備考                         |
| 2020年   | 2020年                                                                       | 2020年 | 2020年  | 2020年   | 2020年                       |
| -------- | ---------------------------------------------------------------------------- | ------ | ------- | -------- | ---------------------------- |
| 10月30日 | 高飛車オンナ「M性」開花 男を見下す意識高い美女をプライド崩壊するまで徹底調教 | DVD    | AKA-071 | 赤まむし | 「高嶋さん（仮名）25歳」名義 |

- 中出しするだけの簡単なお仕事 強め性格のコールセンター営業OL美女は生チンには敵わない めいみ27歳 水野めいみ（2024年4月2日、パコパコ団とゆかいな仲間たち/妄想族）

## 書籍

### 単行本
- メイド喫茶で働いて整形してコスプレイヤーになってホス狂いしてAV女優になった話（2020年10月30日、主婦の友社） ISBN 978-4-07-443565-4